# Happy New Year (película de 2021)
Happy New Year (en hangul, 해피 뉴 이어; RR: Haepi Nyu Ieo, también conocida como A Year-End Medley) es una película surcoreana dirigida por Kwak Jae-yong y protagonizada por Han Ji-min, Lee Dong-wook, Kang Ha-neul y Yoona. Se estrenó el 29 de diciembre de 2021, simultáneamente en sala y por la plataforma TVING.
Es una comedia romántica que cuenta la historia de algunos clientes del hotel Emross y de las relaciones que nacen entre ellos.

## Sinopsis
Happy New Year cuenta historias de personas que se conocen en el Hotel Emross durante las vacaciones de Año Nuevo, y de las relaciones que se crean entre sí, cada uno a su manera. En conjunto, son catorce personas que viven cada una su propia historia de amor. Así, hay un triángulo amoroso entre So-jin, Seung-hyo y Yeong-joo, un romance entre Yong-jin y Lee Young, una relación a distancia entre Jae-yong  y Soo-yeon, y un bromance entre el cantante Lee Kang y su representante Samg-hoon.

## Reparto
- Han Ji-min como So-jin, gerente de hotel Emross, una mujer inteligente pero que duda en declararse a un amigo de la universidad del que ha estado enamorada desde hace quince años.[8][9]
- Kim Young-kwang como Seung-hyo, un productor de radio y amigo de So-jin.[10]
- Ko Sung-hee como Young-joo, una pianista de jazz que es la prometida de Seung-hyo.[11]
- Lee Dong-wook como Yong-jin, el joven y capaz CEO del hotel, padece un trastorno obsesivo-compulsivo.[8]
- Kang Ha-neul como Jae-yong, que se ganaba la vida con trabajos eventuales mientras preparaba las oposiciones a funcionario. Pero tras haber suspendido por cinco años, ha sido abandonado por su novia, y va al hotel a pasar sus últimos días.
- Won Jin-ah como Lee Young, una mujer que trabaja como camarera de hotel que sueña con convertirse en actriz musical.[12]
- Lee Hye-young como Catherine, madre de Young-joo: una empresaria que regresa a Corea para asistir a la boda de su hija, y rememora su primer amor de hace cuarenta años al encontrarlo trabajando ahora como portero del hotel Emross.[13]
- Jung Jin-young como Sang-gyu, trabaja como portero del hotel Emross; ha perdido recientemente a su mujer, y se reencuentra con Catherine, su primer amor, después de cuarenta años.
- Seo Kang-joon como Lee Kang, un cantautor y presentador de radio. Un artista desconocido que finalmente alcanza el éxito después de que una de sus canciones suba en las listas.
- Lee Kwang-soo como Sang-hoon, el representante de Lee Kang.
- Lee Jin-wook como cirujano plástico, que aparece todos los sábados por la tarde en el hotel esperando a su verdadero amor en infructuosas citas a ciegas.
- Lee Kyu-hyung como un adivino que ve el futuro de sus clientes visitando el hotel como si fuera su propia casa.
- Yoona como Soo-yeon, una empleada del hotel que se enorgullece de su trabajo.
- Baek Eun-hye como gerente del equipo de limpieza del hotel Emross.[14]
- Jo Joon-young como Park Se-jik, nadador de secundaria que está enamorado en secreto de Lim Ah-yeong.
- Kim Soo-gyeom como Lee Chul-min, estudiante de secundaria lleno de inteligencia y lealtad, y amigo íntimo de Park Se-jik.[15]
- Won Ji-an como Lim Ah-yeong, una patinadora artística.[16]
- Lee Joong-ok como el director ejecutivo del hotel.[17][18][19]
- Lee Ki-chang como un empleado del hotel.
- Oh Min-ae como la mujer de Sang-gyu.
- Song Yoo-hyun como la escritora Yoo.

## Producción

### Audiciones
El 22 de abril de 2021, CJ ENM y TVING anunciaron que la película Happy New Year sería dirigida por Kwak Jae-yong y confirmaron al reparto como: Han Ji-min, Lee Dong-wook, Kang Ha-neul, Im Yoon-ah, Won Jin-ah, Seo Kang-jun, Lee Kwang-soo, Kim Young-kwang, Ko Sung-hee, Lee Jin-wook, Lee Kyu-hyung, Jo Jun-young, Won Ji-an y Lee Hye-young y Jung Jin-young.
El día de la presentación de la película Lee Dong-wook declaró: «después de escuchar este casting, pensé que tenía que participar incondicionalmente. Para ser honesto, quería participar. incluso recortando el dinero que recibí». Han Ji-min dijo en la misma ocasión que «el guion era bueno y los personajes eran buenos, pero la mayoría de los actores probablemente decidieron aparecer gracias al director Kwak Jae-yong».

### Rodaje
El rodaje de la película comenzó el 19 de abril de 2021.

### Versión extendida
El día 11 de enero de 2022 TVING anunció que se había preparado una versión extendida de la película, dividida en seis partes y con 60 minutos más de duración, que se emitiría durante las vacaciones del Año Nuevo Lunar. Ello debido al éxito que ha disfrutado desde su lanzamiento en televisión, que supone el mejor desempeño entre todas las películas originales de TVING.

## Estreno y taquilla
La película se presentó el 1 de diciembre de 2021 mediante un reportaje de producción en línea, con la presencia del director y los protagonistas.
Se estrenó simultáneamente el 29 de diciembre en cines y en streaming por TVING. El día del estreno se exhibió en 832 salas para 38 358 espectadores, lo que se consideró un resultado notable si se tienen en cuenta las restricciones de horario comercial en los cines y otras medidas introducidas para la prevención de la difusión de Covid-19. La película quedó así en tercera posición en la taquilla del día, y ocupó la primera plaza en TVING.
Al 31 de diciembre de 2021 se encontraba en la vigésimo primera posición entre todas las películas coreanas estrenadas en ese año, con ingresos brutos del equivalente a 845 343 dólares norteamericanos, y 114 046 entradas vendidas. El 4 de enero de 2022 alcanzó 1,61 millones de dólares y 205 378 espectadores. El 16 de enero había llegado a 1,81 millones de dólares y 230 657 espectadores, y al final de su exhibición alcanzó en su país 235 545 espectadores y 1 831 690 dólares de recaudación.

## Recepción crítica
Yoo Kyung-sun (Khan) cree que el intento de convertir la película en un cuento de hadas para el período navideño no ha resultado: «la belleza de los cuentos de hadas no proviene de ignorar la fea realidad. En este caso, es más probable que la historia se convierta en una fantasía o un engaño flotando en la realidad en lugar de un cuento de hadas. Happy New Year también se acerca a una historia que se aleja constantemente de la probabilidad. La forma de expresar el romance es aburrida porque sigue una rutina».
Kim Bo-ram (Agencia de Noticias Yonhap) define la película como «el nuevo trabajo conmovedor y agradable de Kwak [Jae-yong] para la temporada navideña». A su juicio, «es posible que a muchas audiencias no les importe aceptar las evidentes fallas de la película sobre el débil equilibrio entre los personajes y las historias de amor cliché. El conjunto de su elenco de estrellas crea un brillo cálido y ofrece momentos de ternura con humor oportuno, llevando la narrativa al final de la película. En particular, la actriz Han Ji-min muestra su encanto y atracción para ampliar el atractivo de la película, mientras que las actuaciones cómicas de Kang Ha-neul y Lee Kwang-soo son indispensables».